# یواس‌اس جویانس (اس‌پی-۷۲)
یواس‌اس جویانس (اس‌پی-۷۲) (به انگلیسی: USS Joyance (SP-72)) یک کشتی بود که طول آن ۱۳۴ فوت ۸ اینچ (۴۱٫۰۵ متر) بود. این کشتی در سال ۱۹۰۷ ساخته شد.